# パスクアーレ・スキアッタレッラ
パスクアーレ・スキアッタレッラ（Pasquale Schiattarella、1987年10月19日 - ）はイタリア・ムニャーノ・ディ・ナーポリ出身の元サッカー選手。現役時代のポジションはMF。

## 経歴
2010年、ACアンコーナの破産に伴いASリヴォルノ・カルチョに自由移籍。
2014年1月14日、スペツィア・カルチョに70万ユーロで移籍した。
2019年7月29日、3年契約でSPALからベネヴェント・カルチョに移籍した。
2021年8月7日、パルマ・カルチョ1913に2年契約で移籍した。
2022年9月1日、ベネヴェント・カルチョに復帰した。
2023年9月1日、ポテンツァ・カルチョに2年契約で移籍した。。
2024年10月24日、現役引退を表明した。